# Saccocoma
Saccocoma is een geslacht van uitgestorven zeelelies die leefden tijdens het Laat-Jura.

## Beschrijving
Deze stengelloze, fragiele zeelelie had een kleine, bolle kelk, met aan de onderzijde tien gespleten armen. De armbasis droeg kleine, vleugelvormige uiteinden, de rest droeg lange, smalle zijtakken. De normale kelkdiameter bedroeg ongeveer 2 cm.
Het geslacht Saccocoma (Latijn 'zak met haar') is een kleine, vrijzwemmende stekelhuidige met een totale diameter (inclusief armen) tot ongeveer 5 centimeter. Het lichaam is slechts ongeveer zo groot als een erwt en vertoont de typische vijfhoekige radiale symmetrie (pentamerie) van de hogere stekelhuidigen. Er steken vijf dunne geveerde armen uit, elk in paren gerangschikt, maar deze splitsen zich al snel, zodat Saccocoma tien armen lijkt te hebben. De mond bevond zich aan de ventrale zijde (= onderkant) van het lichaam. Met uitzondering van de Solnhofener kalksteen in Beieren, waar volledig bewaard gebleven exemplaren vaak massaal worden gevonden, zijn er meestal alleen afzonderlijke skeletelementen bewaard gebleven, die worden teruggevonden en onderzocht met behulp van micropaleontologische methoden.

## Levenswijze
Alleen van de typesoort van het geslacht (Saccocoma tenella (Goldfuss, 1831)) uit de Solnhofener kalksteen in Beieren zijn complete exemplaren bekend. Daarom hebben de volgende bevindingen voornamelijk betrekking op deze soort.
In het Laat-Jura (ongeveer 150 miljoen jaar geleden) bevolkte Saccocoma tenella massaal de troggenzee bij Eichstätt in Beieren. Later werden de fijnkorrelige kalkafzettingen van deze troggen de Solnhofener kalksteen.
Met zijn constant bewegende armen kon het dier maar beperkt zwemmen. De gecilieerde delen van de armen begonnen heel dicht bij het lichaam en waren waarschijnlijk te stijf om zwembewegingen mogelijk te maken. Waarschijnlijk waren alleen de buitenste uiteinden van de armen flexibel genoeg om het dier in de waterkolom te laten bewegen. Zelfs een lichte stroming zorgde ervoor dat de drijvende crinoïde op drift raakte. De armen dienden ook om voedsel uit het water te filteren en naar de mond te voeren.
De vrijzwemmende crinoïden werden vaak gegeten door ammonieten. Dit wordt bewezen door resten van Saccocoma in coprolieten (fossiele uitwerpselen) van ammonieten.

## Geschiedenis
Saccocoma tenella werd in 1831 wetenschappelijk onderzocht door de Duitse arts en paleontoloog Georg August Goldfuss (1782-1848) en voor het eerst geldig beschreven als Comatula tenella. In 1836 stelde Louis Agassiz het geslacht Saccocoma voor deze soort voor.
In de Middeleeuwen was de ware betekenis van vrijzwemmende crinoïden nog niet onderkend. In die tijd dacht men dat sommige fossielen op de Solnhofen-platen 'duivelswerk' waren. In die tijd werden deze afzettingen geïnterpreteerd als overblijfselen van de bijbelse zondvloed.
In 1616 zag de Neurenbergse apotheker, botanicus en uitgever Basilius Besler (1561-1629) een spin in de Solnhofense zeelelie Saccocoma. Vanaf die tijd sprak men van de 'Eichstätt spinstenen'. In 1730 publiceerde de arts Johann Jakob Baier (1677-1735) als eerste het feit dat de plaatkalkstenen in het gebied rond Solnhofen en Eichstätt zeeafzettingen waren. Hij interpreteerde de 'Eichstätt spinstenen' voor het eerst als zeesterren.

## Taxonomie
Momenteel worden vier soorten in het geslacht Saccocoma geplaatst, maar er is slechts één soort gevonden in complete exemplaren:
- Saccocoma tenella (Goldfuss, 1831)
- Saccocoma quenstedti Sieverts-Doreck & Hess, 2002
- Saccocoma longipinna Hess, 2002
- Saccocoma vernioryi Manni & Nicosia, 1984

Andere soorten die voorheen in het geslacht Saccocoma werden geplaatst, zijn sindsdien toegewezen aan andere geslachten.